# Camp de l'Àliga
El Camp de l'Àliga (oficialment Camp municipal de futbol de l'Àliga) és un camp de futbol de titularitat municipal construït l'any 1991 a Barcelona  a Catalunya. Actualment és gestionat pel Club Esportiu Europa i hi juguen i entrenen part dels seus equips. El camp té unes dimensions de 101 × 63 metres i és de gespa artificial. Té una capacitat per a 1.600 espectadors. A diferència d'altres terrenys de la ciutat no té tribuna coberta.
Inicialment va ser seu dels partits del CF Vallcarca. Després que aquest Club hi renunciés, des de la temporada 2001-02 va fer-se càrrec de la seva gestió el Club Esportiu Europa, que en va fer el seu segon terreny de joc, i el fa servir des d'aleshores com si es tractés d'una miniciutat esportiva. És el terreny de joc destinat a la promoció de base dels equips de la Fundació Privada Esportiva Europa i les diferents categories de Futbol 7 masculí i femení. Aquest fet li va permetre ampliar l'escola de futbol i augmentar el nombre d'equips del seu futbol base. El camp era de terra des de la construcció fins que s'hi va instal·lar gespa artificial, l'any 2004.